# Кісо (крейсер)

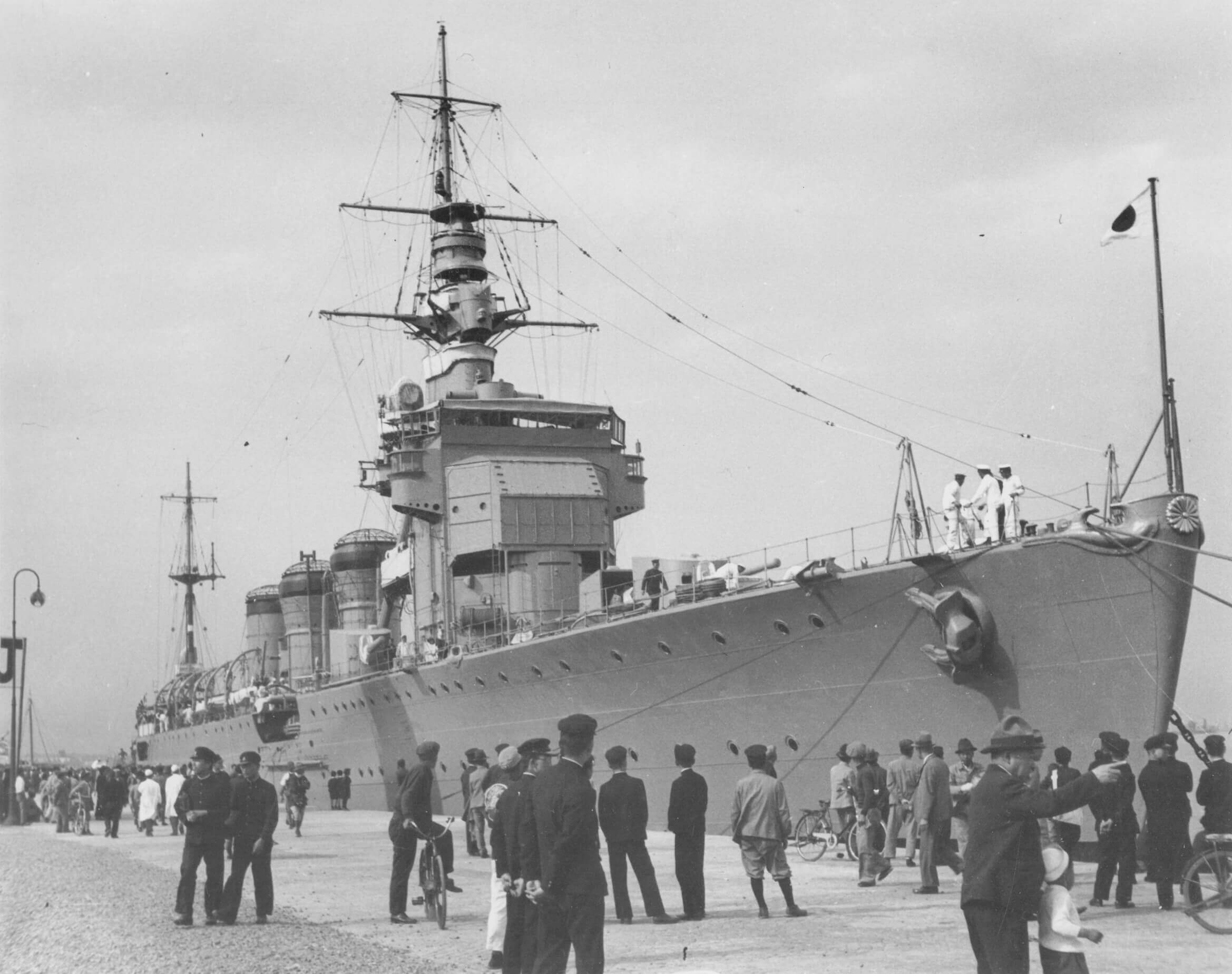
Крейсер «Кісо» у 1937 році

Кісо (Kiso, яп. 木曾) – легкий крейсер Імперського флоту Японії, який взяв участь у Другій Світовій війні. 
Корабель, який належав до крейсерів типу «Кума», спорудили у 1921 році на верфі компанії Mitsubishi у Нагасакі. 
Станом на листопада 1941-го Кісо належав до 21-ї дивізії крейсерів разом з однотипним крейсером «Тама». Цей підрозділ призначили для дій у північній зоні і на початку грудня його кораблі отримали камуфляжний окрас із білими елементами. 4 грудня крейсери полишила Аккеші (східне завершення Хоккайдо) та рушили на Курильські острови. 8 грудня вони розпочали тут патрулювання, при цьому зазнали певних пошкоджень корпусу від впливу поганої погоди. 21 грудня Кісо і Тама прибули до Омінато (база Імперського флоту на північному завершенні Хонсю), а за кілька діб перейшли до Йокосуки, де з 27 грудня 1941 по 16 січня 1942 пройшли ремонт у одному доці.
У другій половині січня 1942-го кораблі повернулись до Аккеші, а з 1 лютого відновили патрулювання у північній зоні, яке завершилось поверненням до Аккеші 20 лютого. 4 – 9 березня вони перейшли звідси до Йокосуки, звідки виходили в море 12 – 19 березня в межах пошуках ворожих кораблів, які за отриманими командуванням даними наближались до Японії.
5 квітня 1942-го Кісо і «Тама» знову були в Аккаші, де провели два тижня. 18 квітня вони вийшли в море в межах спроб наздогнати американські кораблі, які провели перше повітряне бомбардування Японії («рейд Дуліттла»). При цьому Кісо 19 квітня добив переобладнаний патрульний катер «Нансін-Мару №26», який напередодні важко пошкодили ворожі літаки, а 22 квітня прийняв з підводного човна I-74 екіпаж іншого переобладнаного патрульного катера «Івате-Мару №1», що так само потрапив під атаку літаків. 24 квітня крейсери 21-ї дивізії повернулись до Аккеші.
6 травня 1942-го Кісо вийшов із Аккеші для супроводу переобладнаного гідроавіаносця «Кімікава-Мару», який провів повітряну розвідку островів Адак та Киска (Алеутський архіпелаг), на які японське командування планувало висадити десанти. 15 травня Кісо прибув до Омінато, де йому повернули первісний камуфляж.
28 травня 1942-го крейсери 21-ї дивізії вийшли з Омінато в межах операції по вторгненню на Алеути. Разом з трьома есмінцями вони мали супроводжувати загін висадки на Кисці, який також включав два переобладнані легкі крейсери та 2 транспорти. 1 червня кораблі прибули на Парамушир (Курильські острова) і того ж дня рушили далі. 7 червня відбулась висадка на Кисці, яка не зустріла жодного спротиву через відсутність на острові гарнізона. 18 – 24 червня Кісо прослідував в район Омінато, а 28 червня вийшов звідси у складі великого з’єднання адмірала Какуто, яке включало 1 важкий та 1 легкий авіаносці та 3 важкі крейсери. Окрім Кісо і «Тами» кораблі з’єднання охороняли ще один легкий крейсер та 14 есмінців. Завданням загону було прикриття доставки підкріплень на Киску та протидія можливій американській контратаці. 7 липня з’єднання розпочало повернення з Алеутів, зокрема крейсери 21-ї дивізії прибули 16 липня до Йокосуки, де Кісо до 2 серпня пройшов короткотривалий ремонт. 
16 серпня 1942-го Кісо і Тама прибули до Омінато, звідки вийшли 20 числа для патрулювання в районі Киски. При цьому вони, зокрема, прикривали передислокацію бійців гарнізону з Атту (інший захоплений під час червневої операції острів Алеутського архіпелагу) на Киску. 18 вересня похід завершився поверненням до Оімнато. 21 -23 жовтня крейсери 21-ї дивізії перейшли з Омінато до Парамушира, де прийняли на борт нових бійців для Атту. 27 жовтня вони разом зі ще одним легким крейсером «Абукума» під ескортом 2 есмінців вирушили у море та 29 числа висадили війська на Атту, а вже 1 листопада повернулись на Парамушир.
14 – 17 листопада 1942-го Кісо перейшов з Парамушира до порту Отару (острів Хоккайдо), де прийняв війська та 20 – 25 листопада разом з «Абукума» у супроводі есмінця прослідував через Парамушир до Атту. Розвантажившись, загін повернувся на Парамушир, прийняв нових бійців та припаси і 30 листопада – 3 грудня витратив на перехід до Киски. 7 грудня кораблі вже знов були на Парамуширі, звідки не затримуючись рушили до Японії.
З 12 по 30 грудня 1942-го Кісо перебував у Майдзуру (обернене до Японського моря узбережжя острова Хонсю), де пройшов доковий ремонт. В наступні два з половинорю місяці крейсер продовжував службу у північній зоні, базуючись переважно на Парамушир, при цьому він неодноразово виконував завдання із постачання гарнізонів на Алеутських островах. Так, 18 – 24 січня 1943-го Кісо разом з одним есмінцем виходили з Парамуширу у спробі досягнути Киски, проте були відізвані через висадку американців на острові Амчитка (сотня кілометрів на південний схід від Киски). А от 13 – 22 лютого Кісо та один транспорт здійснили успішний рейс з тією ж метою та 20 лютого розвантажились на Кисці. 7 – 13 березня Кісо та два транспорти провели ще один похід та 10 березня успішно доставили припаси на Атту, причому їх перехід прикривало з’єднання із 2 важких та 2 легких крейсерів і 5 есмінців.
З 20 березня по 28 квітня 1943-го Кісо знову перебував у Майдзуру, де пройшов черговий ремонт. Під час останнього його зенітне озброєння було підсилене за рахунок двох спарених установок 25-мм зенітних автоматів. 3 травня Кісо знову був на Парамуширі. 11 травня крейсер та 2 есмінці вийшли звідси для супроводу «Кімікава-Мару», проте невдовзі були відізвані назад через початок американської операції проти острова Атту і 15 числа повернулись на Парамушир.
25 травня 1943-го Кісо разом з «Абукума» та 4 есмінцями вийшли в море із завданням доправити припаси на Атту. Певний час загін очікував на покращення погоди, а 29 травня спротив гарнізону Атту добіг завершення і операцію скасували. 31 березня кораблі повернулись на Шумшу.
У липні 1943-го Кісо залучили до операції з евакуації гарнізону Киски. З 7 по 17 липня призначений для цього загін (який в цілому нараховував 2 легкі крейсери та 11 есмінців) перебував у морі, проте не зміг виконати завдання через погану погоду. У період з 22 по 31 липня відбулась друга спроба того ж загону (втім, один есмінець довелось відіслати з-півдороги на Парамушир через зіткнення). На цей раз 29 липня вдалось зняти з Киски гарнізон, причому на Кісо завантажилось майже 1200 бійців. 3 – 6 серпня Кісо перейшов з Парамушира до Отару, а 10 – 11 числа прослідував до Омінато. Тут він провів кілька тижнів, а в першій декаді вересня завершив свою службу у північній зоні та прибув до Внутрішнього Японського моря.
Невдовзі Кісо задіяли в межах операції «Тей Го», метою якої була доставка з Азії значних військових контингентів для підсилення ряду гарнізонів Океанії. 15 вересня Кісо і Тама вийшли з порту Уджина як складова частина конвою «Тей №1 Го». 22 вересня крейсери прибули на острів Понапе (східні Каролінські острова), де висадили доправлені війська, а вже 23 вересня були на атолі Трук у центральній частині Каролінських островів (тут ще до війни створили потужну базу японського ВМФ, з якої до лютого 1944-го провадились операції у цілому ряді архіпелагів). 26 – 28 вересня "Кісо" і "Тама" у супроводі есмінця "Танікадзе" здійснили ще один рейс для доставки військ з Труку до Понапе та назад. 29 вересня – 11 жовтня Кісо і Тама прослідували з Труку через Куре до Шанхаю, де прийняли на борт війська (зокрема, на Кісо завантажились майже п’ять сотень бійців). 12 – 18 жовтня крейсери перейшли назад на Трук як перший ешелон конвою «Тей №4 Го». 19 – 21 жовтня у супроводі одного есмінця Кісо і Тама прослідували до Рабаула – головної передової бази в архіпелазі Бісмарка, з якої здійснювались операції на Соломонових островах та сході Нової Гвінеї. 
Швидко висадивши війська, крейсери 21-ї дивізії того ж 21 жовтня 1943-го вийшли у море вже у супроводі двох есмінців. Тут вони стали ціллю для літаків австралійських ВПС, при цьому Кісо отримав пряме влучання бомбою в одне із машинних відділень. Крейсер не втратив хід, хоча максимальна швидкість і впала удвічі. В подальшому Тама узяв Кісо на буксир та довів його до Рабаула. Кілька діб пошкоджений корабель проходив тут аварійний ремонт, а 28 – 30 жовтня зміг прослідувати на Трук, де відновлення продовжилось. 4 – 10 листопада Кісо прослідував до Майдзуру, де до початку березня 1944-го проходив повноцінне відновлення. При цьому з нього зняли дві гармати головного калібру, але суттєво підсилили зенітне озброєння за рахунок спареної 127-мм установки, трьох строєних та шести одинарних 25-мм автоматів.
3 березня 1944-го Кісо полишив Майдзуру, після чого більше семи місяців ніс службу у водах Японії. З 30 червня по 3 липня Кісо разом з Тама здійснили рейс із Йокосуки до острова Тітідзіма (острови Огасавара) для доставки туди підкріплень. Щонайменше ще один подібний рейс ці ж крейсери провели у серпні. 11 серпня вони вийшли з Йокогами, 12 числа побували на Тітідзімі, 14 числа відвідали Хахдзіму, а 15 серпня повернулись на базу.
В жовтні союзники висадились на Філіппінах і невдовзі Кісо відбув у зону активних бойових дій. 27 жовтня 1944-го разом з авіаносцем та 3 есмінцями він рушив із Куре на південь. 3 листопада у північній частині Східнокитайського моря загін втратив один есмінець унаслідок атаки підводного човна, а 6 листопада прибув до Брунею, де вивантажив амуніцію, доправлену для головних сил флота (наприкінці жовтня останні витратили чимало боєприпасів у вирішальній та невдалій битві біля острова Лейте). 
8 листопада 1944-го Кісо разом з головними силами полишив Бруней, оскільки японське командування очікувало удару по цьому порту. Більшість кораблів вирушила перечікувати загрозливий період біля островів Спратлі, проте Кісо у складі меншого загону прослідував до Маніли, куди прибув 10 листопада. Після цього загін рушив далі, а Кісо залишився в Манілі, оскільки був призначений флагманським кораблем 1-ї ескадри ескадрених міноносців (її попередній флагман легкий крейсер «Абукума» загинув наприкінці жовтня).
13 листопада 1944-го Кісо отримав наказ повернутись до Брунею через загрозу потужного авіаудару по Манілі. Втім, коли він ще прямував Манільською затокою, розпочалась атака кількох сотень літаків американського авіаносного з’єднання. Крейсер уразили 3 бомбами, після чого він втратив хід та за 5,5 годин після першої атаки затонув неподалік від Кавіте. Загинуло 89 осіб з числа тих, хто перебував на борту.
У середині 1950-х корпус корабля був піднятий та зданий на брухт.